# Carrer de Dalt (Castellar de n'Hug)
El Carrer de Dalt és un carrer del municipi de Castellar de n'Hug (Berguedà) que forma part de l'Inventari del Patrimoni Arquitectònic de Catalunya.

## Descripció
És un carrer que encara conserva el seu traçat original, de perfil irregular, estret i flanquejat per cases no gaire altes, de planta baixa i pis, amb parament de carreus de pedra sense desbastar, de diverses dimensions i disposats en filades. La majoria conserven el seu aspecte primitiu, amb poques obertures, era, corrals, etc. El carrer té cert desnivell i està pavimentat.

## Història
El creixement de Castellar de N'hug, després d'època medieval, no es produí fins al segle xviii, mitjan s. XIX, quan la població augmentà considerablement. D'aquest moment són els carrers de Dalt i altres del municipi de tipologia molt semblant. A partir de finals del s. XIX patirà una despoblació gradual; de fet, molts habitatges són actualment segones residències.